# Leo Klejn
Leo Samujlovič Klejn (1. července 1927, Vitebsk, Bělorusko – 7. listopadu 2019) byl ruský archeolog, antropolog a filolog.

## Mládí
Klejn se narodil 1. července 1927 v běloruském Vitebsku dvěma židovským lékařům, v Polsku narozenému Stanislavovi Semenovičovi (rozenému jako Samujl Simkovič) a Asje Mojšejevně. Prarodiče z obou stran byli bohatí, jeden z jeho dědů byl továrníkem, druhý vysoce postaveným obchodníkem. Stanislav Semenovič sloužil jako lékař v antibolševické Dobrovolnické armádě během Ruské občanské války. Na konci války se připojil k Rudé armádě, ale nikdy nebyl členem Komunistické strany Sovětského svazu.
V roce 1941 byli oba Leovi rodiče povoláni do Velké vlastenecké války zatímco zbytek rodiny byl evakuován, nejprve Volokolamsku, poté do Jegorjevsku a nakonec do Joškar-Ola. Zde Leo pracoval v zemědělském družstvu než v šestnácti letech opustil školu a byl připojen k 3. běloruskému frontu jako civilista. Po válce se rodina usídlila v Grodnu a zde Leo rok studoval na Technické železniční škole. Během tohoto studia vytvořil podzemní liberální organizaci Prométheus, která upoutala pozornost KGB, ale vzhledem k věku zapojených nedošlo k žádným závažnějším důsledkům.

## Kariéra
Po ukončení střední školy nastoupil do Pedagogického institutu v Grodnu na Fakultě jazyka a historie. Po roce studia promluvil na poradě proti prvnímu tajemníkovi výboru strany v Grodnu a byl donucen institut opustit. Přestoupil na Leningradskou univerzitu, nejprve jako korespondenční student, poté na běžné studium. Zde studoval archeologii pod vedením Michaila Artamonova a ruskou filologii pod Vladimirem Proppem. Nadále oponoval stranickému dogmatu odmítáním práce Nicholase Marra, tento postoj však zůstal bez následků, protože Marrovi teorie byly odsouzeny samotným Stalinem. V roce 1951 promoval s vyznamenáním na Fakultě historie, poté pracoval šest let jako středoškolský učitel a knihovník, než se vrátil na Leningradskou univerzitu k postgraduálnímu studiu archeologie. V roce 1960 získal místo na Katedře archeologie a v roce 1962 se na ní stal asistentem. Vzhledem k tomu, že Klejn byl Žid, ale nebyl členem strany, byla tato pozice neobvyklá, ale přesto byl do ní jmenován zvláštním zasedání fakultního stranického předsednictva pro svou akademickou kvalifikaci.
Klejnova první tištěná práce byla vydána v roce 1955; jeho první monografie v roce 1978. Podílel se na řadě archeologických expedic v Rusku, Bělorusku a na Ukrajině, posledních pět sezón jako hlava expedice. Jednalo se o vykopávky měst z období Kyjevské Rusi a skytsko-sarmatských mohyl.